# Hotepibre
Hotepibre Kemau Siharnedžheritef, krajše Sehetepibre I. ali  Sehetepibre II., odvosno od vira, je bil egipčanski faraon iz Trinajste dinastije,  ki je vladal v drugem vmesnem obdobju Egipta. Po mnenju egiptologov Kima Ryholta  in Darrella Bakerja je bil šesti faraon dinastije. Vladal je eno ali pet let, morda tudi tri leta v obdobju od 1791 do 1788 pr. n. št. Jürgen von Beckerath in  Detlef Franke vidita v njem devetega faraona dinastije.

## Družina
Faraonovo popolno ime (nomen) Kemau Siharnedžheritef pomeni "Kemauov sin, Hor, ki je prevzel njegovo moč". Iz imena je moč sklepati, da je bil sin svojega predhodnika Ameni Kemaua in vnuk Amenemheta V.   Ryholt razen tega domneva, da ga je nasledil faraon Iufni, ki bi lahko bil njegov brat ali stric. Po kratki Iufnijevi vladavini je prestol prešel na drugega vnuka Amenemheta V. z imenom Ameni Antef Amenemhet VI.

## Dokazi
v Qantirju (Khatana) je bil odkrit kip s Hotepibrejevim imenom, posvečen bogu Ptahu. Kje je kip prvotno stal, ni znano. Tempeljski blok iz El Atavle, na katerem je njegovo ime, je zdaj v Kairskem muzeju (Temp 25.4.22.3). Faraon je znan tudi po ceremonialnem kiju, odkritem v tako imenovanem Templju gospodarja koz v Ebli v sodobni severni Siriji. Kij je bil Hotepibrejevo darilo njegovemu sodobniku, eblaitskemu kralju Immeji. Hotepibreja se včasih šteje za graditelja palače, nedavno odkrite v Tell El Dabaji, nekdanjem Avarisu.